# Тунгатарово
Тунгата́рово (рос. Тунгатарово, башк. Туңғатар) — присілок (колишнє село) на березі річки Уй, у складі Учалинського району Башкортостану, Росія. Входить до складу Тунгатаровської сільської ради.
Населення — 504 особи (2010; 562 в 2002).
Національний склад:
- башкири — 98%